# Szadubały
Szadubały (Šadubalis, Шадубалы), zaścianek w rejonie elektreńskim, wcześniej powiat trocki, nad jez. Jewie (Vievis); 5 km od szosy A1 Wilno (Vilnius) – Kowno (Kaunas), przy drodze nr 107 Jewie (Vievis) – Troki (Trakai).
W XIX były to tzw. dobra ziemskie skarbowe (państwowe), skonfiskowane przez władze carskie w latach 1773-1867, w których osiedlono Rosjan/Ukraińców.